# Ekranoplà

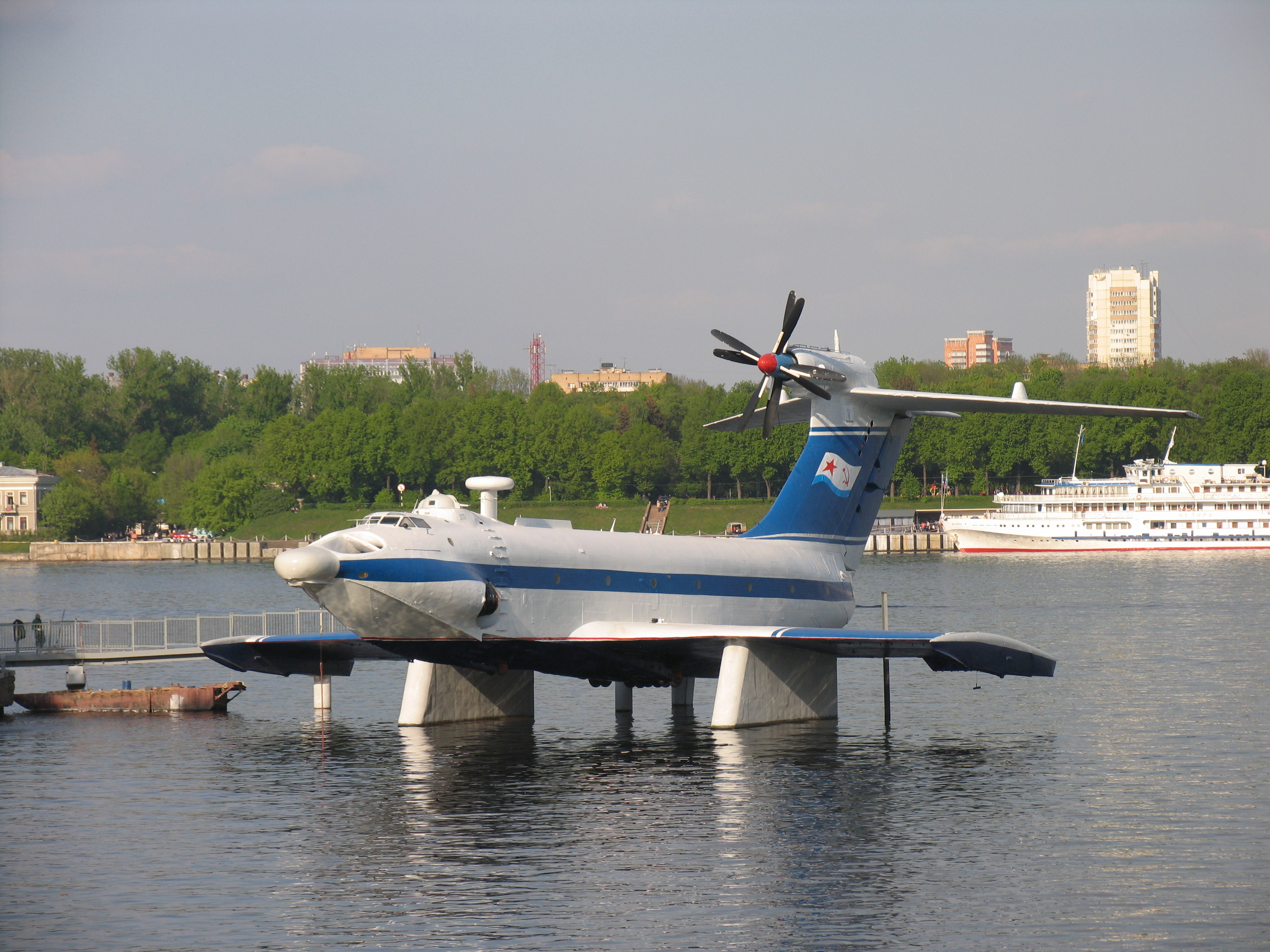
A-90 Orlyonok

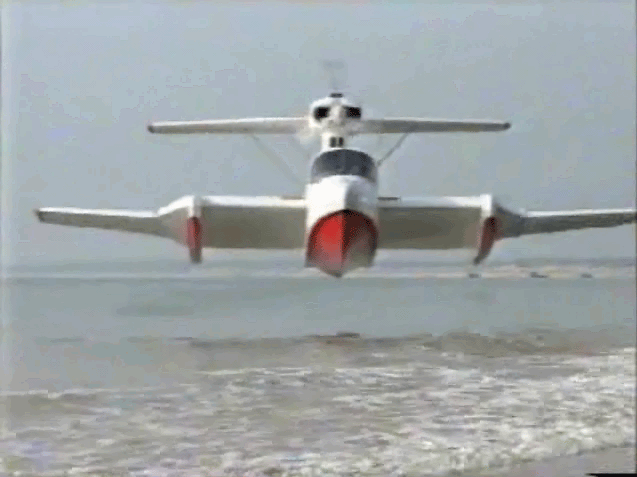

Un  ekranoplà  (en rus: экраноплан) és un vehicle semblant a un avió, encara que gairebé mai surt de la influència de l'efecte terra (a pocs metres d'altitud), on vola sobre un matalàs d'aire de manera similar a com ho faria un aerolliscador. El seu nom és una derivació de la denominació que rep en rus l'efecte sòl: ecranniy effect  (экранный эффект).
Aquest tipus d'aeronaus van ser concebudes per l'Oficina d'Estudis Especials (OKB)-Alexeieva, situada a Nijni Nóvgorod.
Un cop en marxa, l'ekranoplà no manté cap contacte amb l'aigua, i és capaç de volar sobre el mar, terrenys nevats o gelats i fins i tot sobre planes lliures d'obstacles.

## Estructura i tècnica de vol
Per volar, els ekranoplans utilitzen l'efecte terra. A diferència dels avions convencionals que es beneficien d'una aspiració cap amunt per efecte de la sustentació, els ekranoplans utilitzen per volar la sobrepressió que es produeix davant i sota les seves ales, que forma un matalàs d'aire que assegura una certa sustentació de l'aparell.
Per poder fer això, els ekranoplans tenen unes ales especials. Mentre que en els avions convencionals les ales són bastant fines en els extrems per evitar que es formin turbulències que redueixen la sustentació de l'aparell, els ekranoplans tenen ales quadrades perquè el matalàs d'aire que es forma sota les ales sigui el major possible. A més, les ales estan "partides" al voltant de la meitat de la seva longitud, per tal de dirigir el flux de l'aire cap a la part inferior de l'aparell. Aquest disseny té l'inconvenient que els extrems de les ales, que són molt llargues, augmenten els remolins d'aire que frenen l'ekranoplà. No obstant això, aquest efecte és compensat de llarg per l'efecte terra. D'aquesta manera, l'avió consumeix menys carburant, però a mesura que pren altitud, l'efecte terra desapareix, prenent més importància els remolins que frenen l'aparell i que fan que el consum de combustible augmenti.

## Història

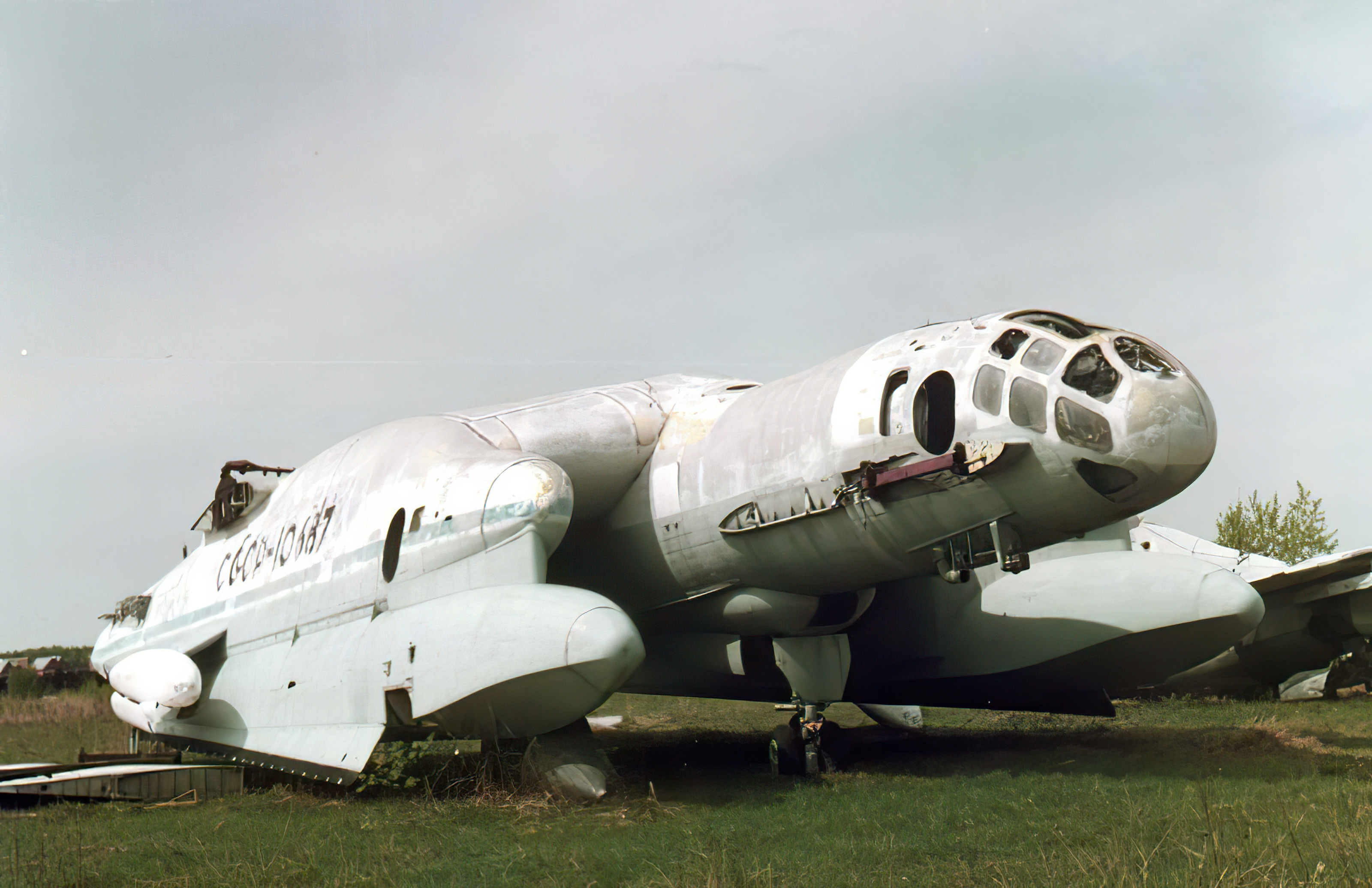
BBA-14, al Museu Central de les Forces Aèries, Монино (Moscou), 1998.

### Inicis
Els ekranoplans soviètics van aparèixer durant la Guerra Freda. En aquella època, les dues superpotències de l'època, els Estats Units i l'URSS intentaven avantatjar l'oponent per tots els mitjans i en tots els aspectes (econòmic, científic, tècnic i fins i tot esportiu). Així, al començament de la dècada de 1950, l'enginyer soviètic Rotislav Alexeieva, que treballava en la millora dels hidroales, imagina un nou tipus d'aparell que resoldrà les limitacions irresolubles d'aquests, només i ni més ni menys que un vaixell capaç de volar i demana finançament per continuar amb la seva recerca. Nikita Khrusxov, llavors màxim dirigent de la Unió Soviètica, li va concedir fons il·limitats.
Per aconseguir la millor manera possible, Alexeieva va realitzar centenars de models a escala, construïts amb paper maixé. Amb ajuda d'un tobogan els llançava a poca alçada sobre l'aigua per tal de provar de forma empírica.

### ElMonstre del Mar Caspi
Després de construir alguns prototips, a 1966 es fabrica l'ekranoplà KM. Els serveis d'intel·ligència occidentals, en estat de confusió i incapaços d'esbrinar l'autèntica naturalesa de l'ekranoplà, van donar a trucar a aquests objectes massius i molt ràpids «Monstres del Mar Caspi», ja que aquesta era la regió on feien les seves evolucions. L'avió pesava 544 tones, feia 106 metres de longitud i 42 m d'envergadura i era capaç de superar els 400 km/h. Els seus deu motors dobryin vd-7 de 98KN cada un, l'elevaven més de 30 centímetres sobre l'aigua, però no podia elevar a més de 3 metres per risc a estavellar-se. Podia fer front a onades de més de 5 metres sense cap problema i es va construir perquè servís com a laboratori volant per als científics fins a 1980. No obstant això el KM desapareixeria en un accident. Després d'una ràfega de vent que va desestabilitzar l'aparell, el pilot, desobeint les consignes de pilotatge de l'ekranoplà que li aconsellaven aproximar-se a la superfície en cas d'algun problema, va optar, com hauria fet en el cas de tractar-se d'un avió convencional, per elevar l'ekranoplà, va perdre sustentació i s'estavellà contra l'aigua.

### Orlyonok

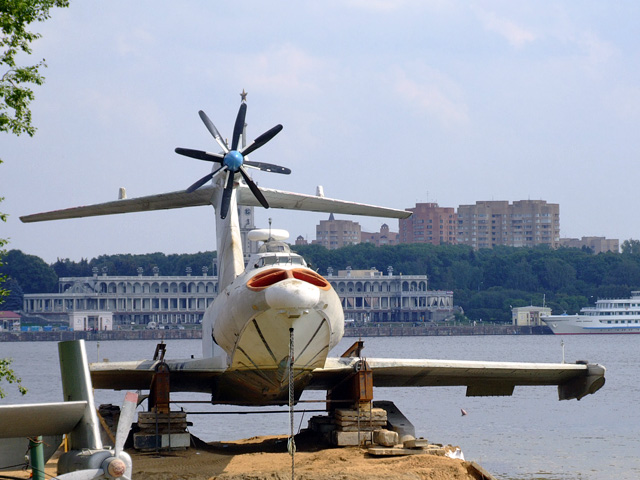
A-90 Orlyonok

El 1972 es crea un nou ekranoplà, l'Orlyonok o Орлёнок (que en rus significa "la petita àguila"). Mesura 58 m de llarg i les seves ales són més fines que les del Monstre del Mar Caspi. Està concebut per a missions d'assalt. El seu desenvolupament va ser recolzat pel mariscal Dmitri Ustínov, ministre de Defensa de l'URSS. Inicialment, es va planejar construir al voltant de 120 ekranoplans A-90 Orlyonok que serien destinats a l'Armada Soviètica. Posteriorment, es va reduir el seu nombre a menys de trenta vehicles, amb intenció de ser incorporades a les flotes del mar Negre i la mar Càspia. Ustínov moriria a 1984 i el nou ministre de Defensa, el mariscal Sokolov interrompé el finançament del programa. Es van construir únicament 3 o 4 unitats, realitzant el seu últim vol el 1993.

### Lun
El 1980 apareix el Lun (o Лунь que en rus vol dir «el xot»). Amb una capacitat de càrrega de 1000 tones, la seva missió consistia a transportar i llançar bombes nuclears. Aquesta aeronau de 74 m seria l'única de la seva classe, ja que les reduccions pressupostàries sofertes per l'exèrcit soviètic van obligar a suspendre el programa.

### ElSpasatel
Després de l'accident del submarí Komsomolets, que va costar la vida de 42 mariners, l'URSS comença a 1989 la construcció del Spasatel (o  Cпасатель , «el salvador»). Amb capacitat per a 500 persones, estava destinat a ser un hospital volant per les tripulacions de submarins o navilis, però mai va arribar a acabar-se. Al contrari del que va passar amb altres ekranoplans precedents, el seu fuselatge encara es conserva.
El consorci neerlandès-alemany VFW-Fokker va construir a la dècada de 1970 un prototip anomenat X 113 AM amb ales en forma de delta i propulsat per un motor d'hèlix.

### Ekranoplans en l'actualitat

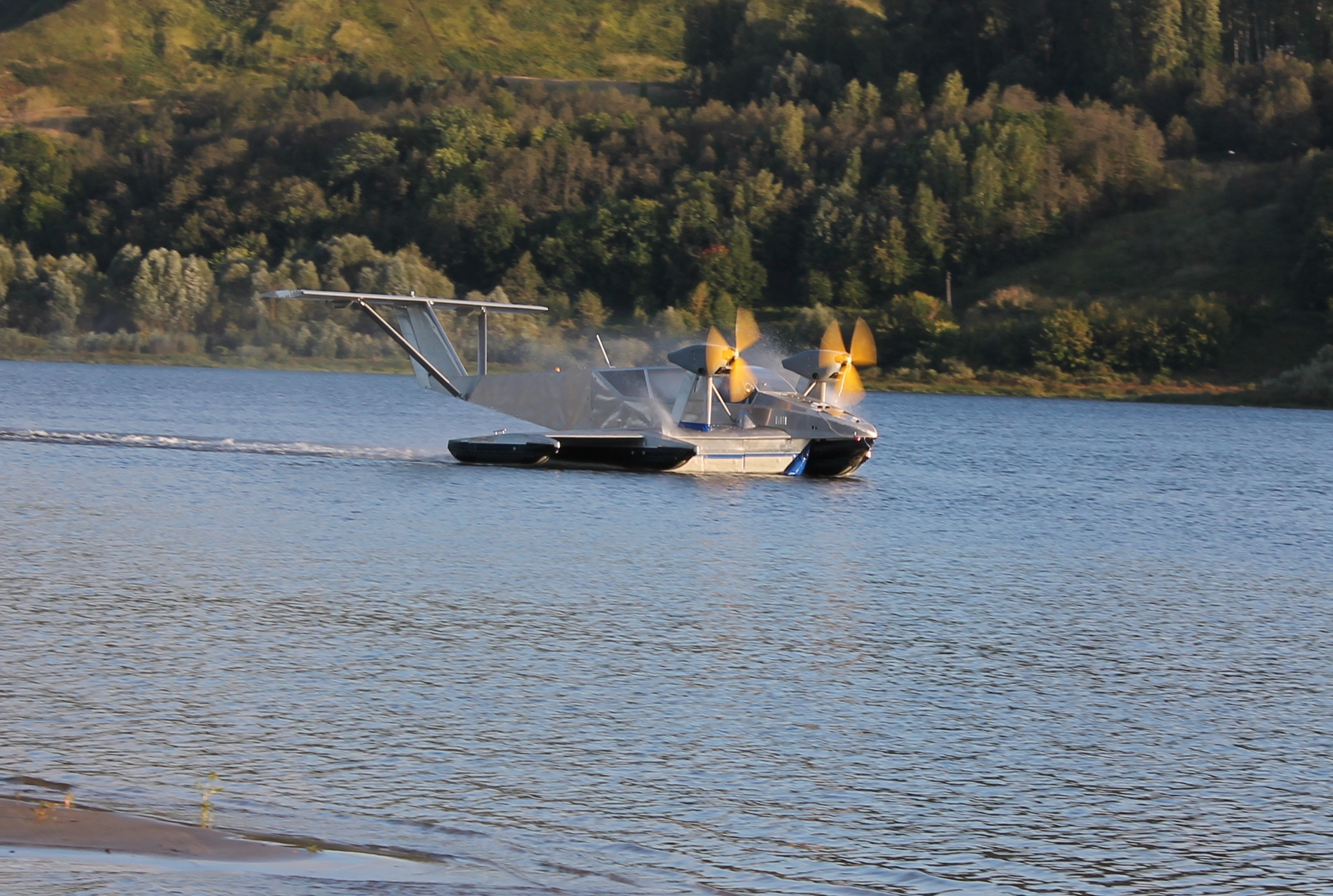
Tungus

Els 3 o 4 únics ekranoplans A-90 Orliónok construïts (amb un renovat disseny del casc) i l'únic de la classe Lun romanen en una base naval a prop de Kaspíisk.
Des de la desaparició de la Unió Soviètica els ekranoplans han estat sent construïts a les Drassanes del Volga, a Nijni Nóvgorod, ubicat a les coordenades 56° 21′ 58 08″N, 43° 52′ 14 26″E. El constructor aeronàutic rus Beriev (conegut pels seus hidroavions i avions amfibis) es troba desenvolupant el Beriev Be-2500, un ekranoplà amb el qual es pretén aconseguir una capacitat de càrrega de 2500 tones (d'aquí la seva denominació).
Actualment, el constructor aeronàutic nord-americà Boeing, amb el seu Projecte Pelican, pretén construir un nou ekranoplà que seria l'aeronau més gran mai construïda (gairebé duplica les dimensions de l'actual posseïdor del títol, l'Antónov An-225-Mria). L'exèrcit nord-americà està molt interessat en el projecte donat el seu possible ús com un mitjà de transport ràpid de tropes i material militar a través dels oceans Pacífic i Atlàntic.

## Ekranoplans en la ficció
Podem trobar ekranoplans a:
- La novel de Joe Buff titulada  Seas of Crisi .
- En el joc de Hideo Kojima, Metal Gear Solid 3: Snake Eater.
- En IGI-2: Covert Strike.
- En la novel·la de Charles Stross titulada  Missile Gap .
- En el simulador de pilotatge Microsoft Flight Simulator X
- En el joc World In Conflict: Soviet Assault, a la incursió a Noruega
- A la Nova Versió de la sèrie Evangelion